# 30-й Вирджинский пехотный полк
30-й Вирджинский пехотный полк (The 30th Virginia Volunteer Infantry Regiment) — пехотный полк, набранный в штате Вирджиния для армии Конфедерации во время Гражданской войны в США. Он сражался в основном в западной Вирджинии, Кентукки, Северной Каролине и Вирджинии.

## Формирование
30-й Вирджинский полк был сформирован в лагере Кэмп-Мерсер около Фредериксберга 13 июня 1861 года. Его роты были набраны во Фредериксбеге и округах Спотсильвейни, Кэролайн, Стаффорд и Кинг-Джордж. 15 июня его первым командиром стал полковник Р. М. Кэри. Ещё приказом от 8 июня полк был включён в армию Конфедерации. Полк был направлен к Манассасу, но прибыл на место 21 июля в 8 вечера и не успел принять участия в первом сражении при Бул-Ране.

## Боевой путь
Полк был включён в бригаду Джона Уокера и участвовал в Семидневной битве, где потерял 1 человека убитым и 4-х ранеными в бою при Малверн-Хилл. В ходе мерилендской кампании полк состоял в дивизии Уокера, в бригаде Ван Маннинга, и командовал им подполковник Роберт Чьеу. Во время сражения при Энтитеме он со всей бригадой Ван Маннинга поддерживал атаку дивизии Маклоуза. В ходе этой кампании полк потерял 39 человек убитыми и 121 ранеными. Поздней осенью 1862 года полк был переведён в бригаду Монтгомери Корсе и в составе этой бригады принял участие в сражении при Фредериксберге.

## Интересные факты
- В 1862 году рядовой роты А, Джеймс Кокс женился на Люси Энн Уайт Кокс, которая прославилась тем, что сопровождала мужа в походах[2].